# Kawardha
La ville de Kawardha est le chef-lieu du district de Kabirdham dans l'État du Chhattisgarh en Inde.

## Histoire
Kawardha était un État princier des Indes, dirigé par des souverains qui portaient le titre de "thakur". 
Cette principauté subsista jusqu'en 1948 puis elle fut intégrée dans l'État du Madhya Pradesh, et aujourd'hui, dans l'État de Chhattisgarh.

## Liste des thakurs de Kawardha
- 1751-1801 Mahabali Singh
- 1801-1848 Ujiyar Singh
- 1848-1852 Tok Singh
- 1852 - ? Badan Kowar Singh
- ? - ? Dup Kowar Singh
- ? - ? Jawahir Singh
- ? - 1863 Ram Singh
- 1863-1874 Bahadur Singh
- 1874-1891 Rajpal Singh
- 1891-1920 Jadunath Singh
- 1920-1948 Dharamraj Singh (1910-1959)